# Leptobracon linearis
Leptobracon linearis är en stekelart som först beskrevs av Brulle 1846.  Leptobracon linearis ingår i släktet Leptobracon och familjen bracksteklar. Inga underarter finns listade i Catalogue of Life.